# Bni Tadjite
Bni Tadjite (franska: Bni Tadjite (CR), Bni Tadjite (Commune Rurale), arabiska: عين الشواطر) är en kommun i Marocko.   Den ligger i provinsen Figuig och regionen Oriental, i den nordöstra delen av landet, 400 km sydost om huvudstaden Rabat. Antalet invånare är 6 902.